# The Unknown Violinist
The Unknown Violinist è un cortometraggio muto del 1912 diretto da Charles Kent.

## Produzione
Il film fu prodotto dalla Vitagraph Company of America.

## Distribuzione
Distribuito dalla General Film Company, il film - un cortometraggio in una bobina - uscì nelle sale cinematografiche statunitensi il 6 aprile 1912.